# Trachyspina mundaring
Trachyspina mundaring là một loài nhện trong họ Trochanteriidae. Loài này phân bố ở Tây Úc.